# К'ініч-Яш-К'ук'-Мо
К'ініч-Яш-К'ук'-Мо(д/н — бл. 437) — ахав Шукуупа у 427—437 роках. Ім'я перекладається як «Сонячний — Зелений Кецаль-Ара». Засновник нової династії.

## Життєпис
Походив з Хуш-Віца (городище Караколь). Особистим ім'ям було К'ук'-Мо'-Ахав («Володар Кецаль-Ара»). В день 8.19.10.10.17, 5 Кабан 15 Яшк'ін (6 вересня 426 року) К'ук'-Мо'-Ахав («Володар Кецаль-Ара») «взяв К'авііля» в Вітенаасі (майяська назва Теотіуакана). Його було проголошено царем, або отримав якийсь вищий статус, також пов'язаний з царською владою.
В день 8.19.10.11.0, 8 Ахав 18 Йашк'ін (9 вересня 426 року), всього через три дні після «взяття К'авііля», К'ініч-Йаш-К'ук'-Мо' вирушив з Вітенааха, несучи з собою зображення або статуетку К'авііля, і через 153 дні в 8.19.11.0.13, 5 Бен 11 Муваан (9 лютого 427 року) прибув в Хушвітік. В цей день відбулася церемонія інтронізації. З цього моменту було поставлено нову династію Шукуупа. Ім'я поваленого ахава невідоме, напевне К'ініч-Яш-К'ук'-Мо наказав знищити усі докази існування старої династії. 
На багатьох пізніх монументах К'ініч-Яш-К'ук'-Мо' мав вищий в політичній ієрархії класичних майя титул «західного калоомте'», що також свідчить про його зв'язки з Теотіуаканом і «Новим порядком» в Петені.
Незабаром після сходження на трон зумів здобути зверхність над державою Цу'со. У своїй новій столиці над вже існуючими цегляними класичними будівлями К'ініч-Яш-К'ук'-Мо' звів 2 великі піраміди, що позначаються сьогодні умовно як «Хуналь» і «Йаш». Хуналь був виконаний в теотіуаканському стилі талуд-таблеро, в той час як стиль платформи Йаш має риси подібності з архітектурою Петена.
Відомо, що разом зі своїм сином і спадкоємцем К'ініч-Пополь-Холєм виконав урочисті обряди з нагоди закінчення бак'туна 9.0.0.0.0, 8 Ахав 13 Кех (11 грудня 435 року). Помер десь до 437 року. Вважається, що його поховано під підлогою Хуналя, що є частиною Акрополя в Копані.